# Sveio
Sveio é uma comuna da Noruega, com 246 km² de área e 4 672 habitantes (censo de 2005).         